# Иманентност
Иманентност је доктрина о испољавању божанског у материјалном свету, коју подржавају неке филозофске и метафизичке теорије о божанском присуству. Иманенцију као доктрину обично користе различите конфесије везане за монотеизам, пантеизам, пандеизам или панентеизам да би објасниле везу духовног света са свакодневним. Иманенција је супротстављена теоријама трансценденције, у којима се божанско ставља ван оквира створених бића.
Кант је модификовао иманентност као филозофски концепт и почео да укључује спознатност на основу личног искуства. Дакле, иманентно је све што човек опажа помоћу својих чула.

## Религије
Главне религије улажу значајне напоре покушавајући да објасне однос између иманенције и трансценденције, али то чине на различите начине, на пример:
- одбацивање иманенције као карактеристике трансцендентног бога (уобичајено у абрахамским религијама).
- укључивање иманентних богова у трансцендентално постојање (на пример, Браман у хиндуизму)
- покушаји да се на питање трансценденције одговори кроз иманентност.

## Старогрчка филозофија
Друго значење иманенције је квалитет унутрашњег садржаја који остаје у границама човека, света или ума. Ово значење је чешће у хришћанским и другим монотеистичким теологијама, у којима се верује да је један Бог супериорнији од свог створења.
Питагореизам каже да је ноус рационални принцип света, који делује са одређеном намером. То је божански узрок, који се у неоплатонизму сматра првом еманацијом божанског. Од Нуса (Зевс) настаје светска душа, која објављује рођење царства. Питагореизам даље каже да је Бог Отац, Мајка и Син (Зевс). У уму Зевса идеје се јасно формулишу и постају Логос којим он ствара свет. Ове идеје постају активне у свести (Нус) Зевса. С њим је снага, и од њега је разум. Питагорејска теологија такође објашњава да се Зевс назива Демијург и Господар.  Компоненте душе по питагорејцима су: 1) највиша душа, пребивалиште интуитивног ума; 2) рационална душа (логистико) (место дискурзивног разума/дијаноје); 3) ирационална душа (алогија), одговорна за осећања, апетите и покрете. Зевс мисли формулисане идеје (Логос). Идеја идеја (Еидос - Еидон) даје модел Парадигме Универзума, који Демијург разматра у свом излагању идеја и стварања света у складу са Логосом.
Тантрички будизам и џогчен пружају недуални оквир и за искуство и за стварност, што се може посматрати као излагање филозофије иманенције која има историју на индијском потконтиненту од почетка наше ере до данас. Парадоксална недуална свест или ригпа  сматра се „самопобољшаним стањем“ свих бића. За недвојно се каже да није ни иманентно ни трансцендентално. Једно класично излагање је Мадхиамака побијање екстрема које је напредовао вешти филозоф Нагарјуна.
Експоненти ове недуалне традиције наглашавају важност директног искуства недуалности кроз медитативну праксу и филозофско испитивање. У једној верзији, особа одржава свесност док мисли настају и растварају се у „пољу“ ума, он их нити прихвата нити одбацује, већ дозвољава уму да лута како хоће док се не појави суптилни осећај иманенције. Випасана или увид је интеграција „присуства свести“ са оним што се јавља у уму. За недуалност или ригпа се каже да је препознавање да и тихо, мирно стање које се налази у саматхи и кретање или настанак феномена који се налази у випасани нису одвојени. 

## Западна филозофија
Ђордано Бруно, Спиноза и можда Фридрих Хегел супротстављали су филозофију иманенције филозофији трансценденције, попут томизма или аристотеловске традиције. Кантовој „трансценденталној” критици можемо супротставити Хегелову „иманентну дијалектику”.
Жил Делез је квалификовао Спинозу као „принца филозофа” за своју теорију иманенције, коју је Спиноза употпунио са „Деус сиве Натура” („Бог или природа”). Ова теорија сматра да у свету не постоји трансцендентални принцип или спољашњи узрок и да је процес стварања живота садржан у самом животу. У комбинацији са идеализмом, теорија иманенције квалификује од "света" до одсуства спољашње основе ума.